# Nunzio Bibbò
Nunzio Bibbò (Castelvetere in Val Fortore, 23 marzo 1946 – Roma, 19 ottobre 2014) è stato uno scultore italiano.

## Opere
Fra le diverse opere monumentali create da Bibbò, la più complessa viene terminata nel 1988, ed è la "Porta sui temi della vita di San Paolo" per la Cattedrale di Reggio Calabria. Ha realizzato inoltre la "Porta del Bene" e la "Porta del Male", portali laterali del Santuario di San Paolo a Reggio Calabria.

## Esposizioni
Ha partecipato alla X Quadriennale di Roma, nel 1975.